# Siennica Różana
Siennica Różana è un comune rurale polacco del distretto di Krasnystaw, nel voivodato di Lublino.
Ricopre una superficie di 98,37 km² e nel 2004 contava 4 452 abitanti.